# Uralvagonzavod
Ouralvagonzavod (ОАО Научно-производственная корпорация « УралВагонЗавод », UVZ) est une entreprise d'armement russe située à Nijni Taguil, en Russie. C'est l'un des principaux complexes scientifique et industriel de Russie ainsi que le plus grand fabricant de chars de combat principal au monde.

## Histoire
La société est créée le 11 novembre 1938, et s'installe dans une usine construite entre 1931 et 1936, principalement pendant le deuxième plan quinquennal soviétique et baptisée en l'honneur de Felix Dzerzhinsky. L'usine fabrique d'abord des wagons de marchandises.

### Période de la Grande Guerre patriotique
En août 1941, sur décision de Joseph Staline, l'usine de chars de l'Oural Komintern no 183 est créée sur la base de l'Ouralvagonzavod et de 11 entreprises évacuées. L'usine devient dès lors le plus important constructeur de chars T-34, en produisant 25 266 exemplaires jusqu'à la fin de la guerre. Un char T-34 sur deux ayant participé aux opérations de combat est sorti de la chaîne de montage de cette usine. En parallèle, l'usine produit des coques blindées pour les avions Il-2, des bombes aériennes (types FAB, ZAB, KHAB) et des affûts d'artillerie.
Pour ses services, Ouralvagonzavod reçu plusieurs distinctions honorifiques entre 1941 et 1945, notamment l'Ordre de la bannière rouge du travail (1942), l'Ordre du drapeau rouge (1943), l'Ordre de Lénine (1944), l'Ordre de la guerre patriotique (1945).

### Après la guerre
Dans la période d'après-guerre, l'usine se concentre à nouveau sur la production de wagons, mais étend rapidement ses activités et commence à répondre à des commandes de nature militaire, agricole, de construction et aérospatiale en s'étendant à la production d'autres types de machines y compris la conception et la production de fusées avec système de lancement à charge explosive, dont Vostok, Voskhod, Proton et Energia.
Le 19 mars 1946, la production de plates-formes pour charges lourdes débute. En 1947, l'usine commence à produire des wagons-tombereaux et en 1948, des wagons couverts.
En 1952, Ouralvagonzavod se voit confier la production de citernes ferroviaires pour le transport d'oxygène liquide. Au début des années 60, le bureau d'études d'ingénierie cryogénique d'Ouralvagonzavod, en collaboration avec des scientifiques de l'Institut de recherche russe d'ingénierie cryogénique, mit au point des réservoirs isothermes basés sur l'isolation par poudre sous vide. Sur cette base, Ouralvagonzavod développe, dans les années 50-80 du XXe siècle, des dizaines de modifications de réservoirs ferroviaires et stationnaires isothermes, qui sont largement utilisés dans diverses industries. Dans les années 50 et 60, l'usine a créé et produit des chars T-54, T-55, T-62 ainsi que leurs dérivés. Ouralvagonzavod développe et produit par la suite le char de troisième génération T-72.

### Après 2000
Le 28 août 2007, le président russe Vladimir Poutine signe un décret sur la transformation de FSUE Ouralvagonzavod en OJSC NPK Ouralvagonzavod. Selon le service de presse présidentiel, cette décision est prise afin de "préserver et développer le potentiel scientifique et de production dans la création de complexes prometteurs d'armes blindées et d'artillerie, de rationaliser la production de défense et d'accroître la compétitivité des produits". Le gouvernement achève la création de la société un an après.
Le 20 septembre 2007, un contrat est signé avec les Chemins de fer russes pour la fourniture de 40 68 wagons de marchandises d'une valeur de 70 milliards de roubles sur trois ans (jusqu'en 2010), ce qui couvre plus de 10 % des besoins de la société.
Au début de l'année 2009, le contrat avec les chemins de fer russes est presque rempli, alors que l'entreprise était confrontée à une politique de prix sévère de la part des chemins de fer russes, à l'absence de nouvelles commandes et est au bord de la cessation de paiement. La dette d'Ouralvagonzavod s'élève alors à 66 milliards de roubles tandis que l'entreprise dépense chaque jour plus de 30 millions de roubles pour le service de la dette, dette alors aggravée par la remodernisation complète de la gestion de l'entreprise. En réaction, le gouvernement alloue en septembre 2009 4,4 milliards de roubles à Ouralvagonzavod lui permettant d'augmenter son capital autorisé de 10 milliards de roubles supplémentaires en décembre 2009. En 2010, la société parvient à restituer des garanties à l'État pour un montant de 10 milliards de roubles avant la date prévue.

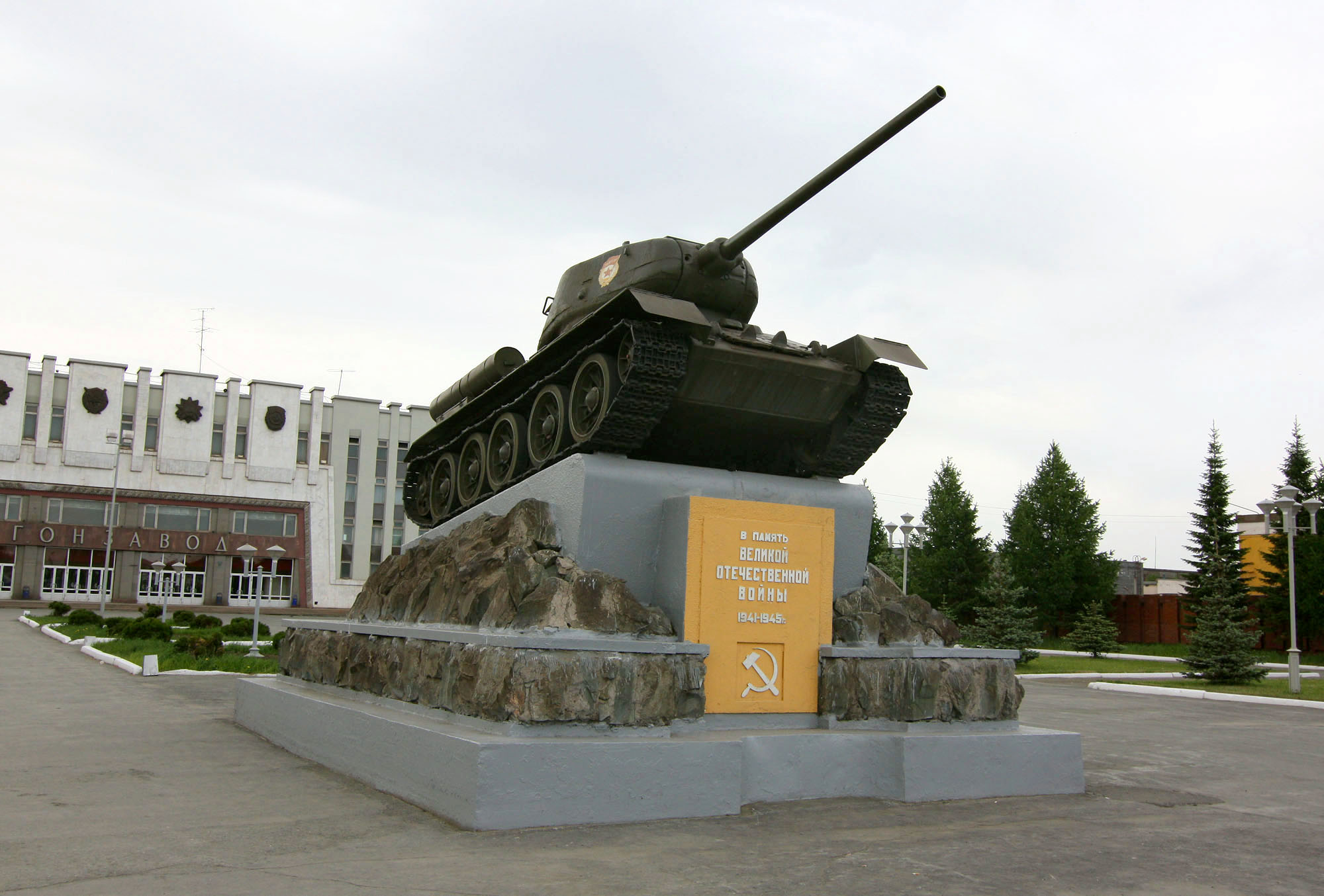
Char T-34 devant la plus ancienne usine du groupe

À la fin de l'année 2009, Ouralvagonzavod annonce avoir constitué un ensemble de commandes pour la période 2010-2012. Outre les Chemins de fer russes, l'entreprise obtient notamment Transneft comme client, avec qui elle a fondé la coentreprise Vostokneftetranstaska, qui assure le transport de produits pétroliers depuis le terminal pétrolier de Skovorodino jusqu'à la passerelle de déchargement du port pétrolier maritime spécial de Kozmino. Pour cette entreprise, Ouralvagonzavod doit fournir 8,5 mille citernes. En 2011, la société a produit 25 500 unités de matériel roulant, établissant ainsi un record mondial absolu.
En juillet 2014, l'administration Obama impose des sanctions, par l'intermédiaire de l'Office of Foreign Assets Control (OFAC) du département du Trésor américain, en ajoutant Ouralvagonzavod et d'autres entités à la Specially Designated Nationals List (SDN) en représailles à l'annexion de la Crimée par la Russie et à l'ingérence de la Russie en Ukraine,.
Le 8 mai 2015, Alfa Bank annonce son intention d'engager une procédure de faillite contre la société. Le litige s'est terminé en octobre 2016 par un accord de règlement.
Le 10 juin 2016, Alfa-Bank dépose une nouvelle plainte auprès du tribunal d'arbitrage de la région de Sverdlovsk pour déclarer l'organisation en faillite en raison d'une dette impayée de 7,3 milliards de roubles,,. Le 27 décembre, Vladimir Poutine signe un décret visant à transférer l'entreprise à la société d'État Rostec alors que Ouralvagonzavod avait une situation financière difficile,. En mars 2017, la dette est remboursée avec des fonds de Gazprombank dans le cadre de garanties de paiement de l'État,.
En 2022, Ouralvagonzavod a fait l'objet de sanctions supplémentaires à la suite de l'invasion de l'Ukraine par la Russie.
En mars 2022, l'UE a imposé des sanctions à Ouralvagonzavod pour sa participation à l'effort de guerre russe dans le cadre de la guerre russo-ukrainienne.

## Activités

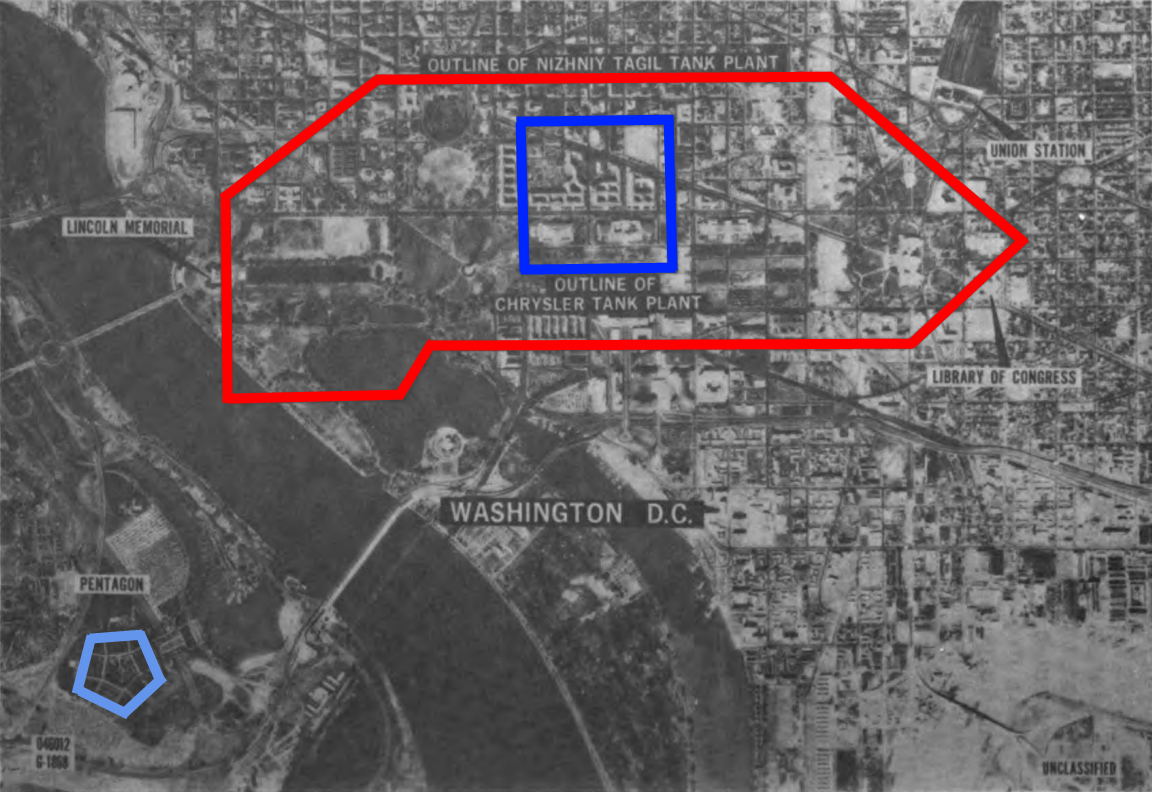
USAIIC Comparaison de la seule usine américaine de production de chars Chrysler DTA et de la plus grande des trois usines soviétiques de production de chars Nizhniy Taguil extrapolée sur la carte aérienne de Washington, D.C pendant la Guerre Froide.

Jusqu'à la fin de l'URSS, Ouralvagonzavod était la plus grande entreprise de construction de chars de la planète, avec un effectif de plus de 40 000 employés (elle était en même temps le plus grand employeur de cette région industrielle). Aujourd'hui, Ouralvagonzavod produit des wagons de marchandises, des chars et des chars de combat T-90 et T-14, jouant un rôle important dans les exportations russes sur le marché international de l'armement. En 2010, Ouralvagonzavod est revenu dans la liste des cent plus grands fabricants d'armes au monde (dont il avait temporairement disparu après l'indépendance de la Russie), établie chaque année par l'Institut international de recherche sur la paix de Stockholm (SIPRI), et s'est classé à la 90e place. En 2011, il est à nouveau entré dans la liste du SIPRI, se hissant à la 86e place.

## Matériel construit
Sous l'URSS :
- Chars T-34, T-54, T-55, T-62, T-72.
- Fusées Vostok, Voskhod, Proton et Energia.
- Avions Il-2 (partiellement).

Sous la Russie contemporaine :
- Chars T-90, T-14, T-15, BMPT Terminator, BREM, T-72, et IMR-3.